# Team Novo Nordisk/2016
Deze pagina geeft een overzicht van de Team Novo Nordisk-wielerploeg in 2016. 

## Algemene gegevens
Algemeen manager: Vasili Davidenko
Ploegleiders: Massimo Podenzana, Pavel Cherkasov, Paolo Artuso
Fietsmerk: Colnago
Kopman: Javier Mejías

## Transfers
| Inkomend         | Team 2015 | Uitgaand           | Team 2016 |
| ---------------- | --------- | ------------------ | --------- |
| Brian Kamstra    | Stage     | Thomas Raeymaekers | Gestopt   |
| Mehdi Benhamouda | Onbekend  | Simon Strobel      | Gestopt   |

## Renners
| Naam                 | Geboortedatum | Nationaliteit    | Ploeg 2015 |
| -------------------- | ------------- | ---------------- | ---------- |
| Scott Ambrose        | 23-01-1995    | Nieuw-Zeeland    |            |
| Mehdi Benhamouda     | 02-01-1995    | Frankrijk        | Onbekend   |
| Corentin Cherhal     | 19-01-1994    | Frankrijk        |            |
| Stephen Clancy       | 19-07-1992    | Ierland          |            |
| Ruud Cremers         | 02-01-1992    | Nederland        |            |
| Kevin De Mesmaeker   | 24-07-1991    | België           |            |
| Gerd De Keijzer      | 18-01-1994    | Nederland        |            |
| Benjamin Dilley      | 18-09-1991    | Verenigde Staten |            |
| James Glasspool      | 08-06-1991    | Australië        |            |
| Joonas Henttala      | 17-09-1991    | Finland          |            |
| Brian Kamstra        | 05-07-1993    | Nederland        | Stage      |
| Nicolas Lefrancois   | 27-04-1987    | Frankrijk        |            |
| David Lozano         | 21-12-1988    | Spanje           |            |
| Javier Mejías        | 30-09-1983    | Spanje           |            |
| Andrea Peron         | 28-10-1988    | Italië           |            |
| Charles Planet       | 30-10-1993    | Frankrijk        |            |
| Martijn Verschoor    | 04-05-1985    | Nederland        |            |
| Christopher Williams | 10-11-1981    | Australië        |            |

## Overwinningen
2008 · 2009 · 2010 · 2011 · 2012 · 2013 · 2014 · 2015 · 2016 · 2017 · 2018 · 2019· 2020· 2021 · 2022 · 2023 · 2024 · 2025